# Prismatic World Tour
Prismatic World Tour – третий концертный тур американской певицы Кэти Перри в поддержку её четвёртого студийного альбома Prism. Тур стартовал 7 мая 2014 года в Белфасте. Первая часть тура началась в Шотландии и закончилась в Великобритании. С июня по октябрь 2014 года Перри гастролировала по Соединённым Штатам, Канаде и Мексике. Часть денег от второй половины тура пойдёт на благотворительность. Третья часть началась 7 ноября 2014 года в Перте и закончилась 20 декабря того же года в Окланде. После выступления на SuperBowl 2015 Перри начала четвёртую часть тура с 16 февраля до 22 марта. Пятая часть прошла в Азии в период апреля-мая. Шестая часть прошла в Южной Америке с 22 сентября по 18 октября 2015 года. Всего был запланирован 151 концерт.

## Описание концерта
Шоу начинается с того, что на сцене появляются танцоры в неоновых костюмах, и формируется пирамида, в которой появляется Перри. Пирамида раскрывается, звучит минусовка сингла Roar, и танцоры начинают двигаться синхронно вместе с Кэти. Следующей песней становится Part Of Me, сцена мерцает различными огнями, и в конце выступления Кэти забирается на пирамиду с остальными танцорами. Затем следует дабстеп-версия хита Wide Awake, сцена становится тёмной, и танцоры используют стёкла, отражающие свет. Во время исполнения песни Перри стоит на огромном треугольнике, который поднимается в воздух и медленно крутится. Далее следует небольшое приветствие для поклонников, следом из-под сцены появляется группа музыкантов, и следует попурри песен This Moment и Love Me.

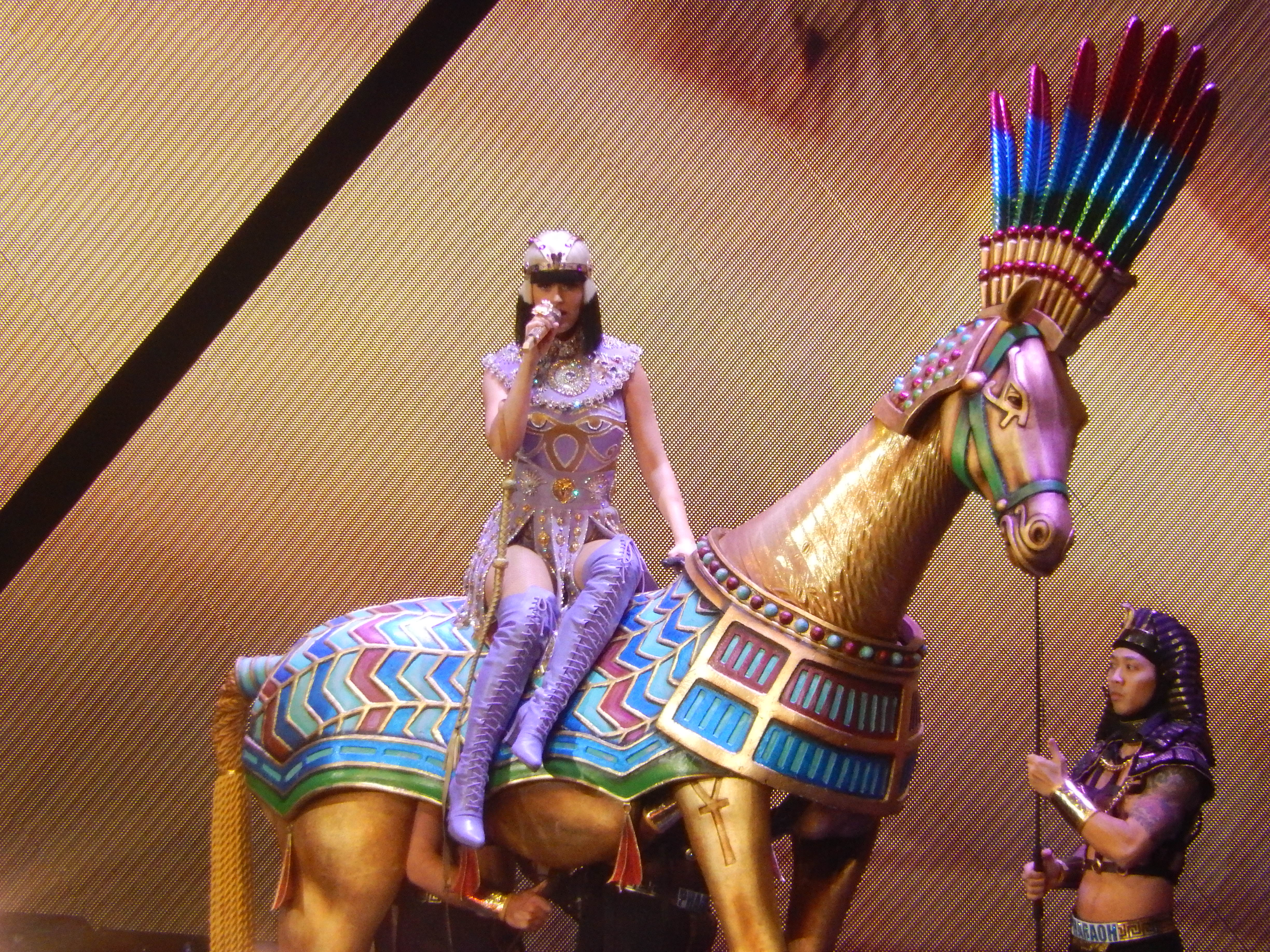
Выступление с Dark Horse 11 июля 2014 года

Кэти исчезает под сценой, и на экране начинается видео, отображающее египетскую тематику. Переодетые танцоры вновь выходят на сцену, а затем на золотом коне появляется Перри и начинает исполнять Dark Horse. Потом Кэти исполняет E.T, танцоры с помощью страховки крепят её к каркасу треугольника, на котором до этого парили они над сценой, и несколько секунд она висит в воздухе с маской на лице. На несколько секунд сцена потухает, звучат аккорды Legendary Lovers. Последней песней в данной секции становится рок-версия I Kissed A Girl. Во время выступления Кэти сопровождают танцовщицы в костюмах мумий с огромными ягодицами и грудью.
На экране вновь появляется видео, но уже с котом, который бежит от Некрополя Гизы до Kittywood (русс. "КэтиВуд"). Сначала на сцене появляется одна из танцовщиц и исполняет чечотку, затем на другом конце сцены появляются танцоры в костюмах котов и начинается вступление к джазовой версии песни Hot n Cold. Перри появляется на огромном клубке в розовом костюме кошки и начинает танцевать. Следующая композиция - International Smile. Также звучит демо-версия хита Мадонны Vogue. После этого танцоры в костюмах котов исполняют шутливую сценку с крысой.
Огни погасают, и наступает акустическая часть шоу. Появляется пианист, бэк-вокалистки подходят поближе к публике, а через несколько секунд появляется Кэти. Выступление сопровождается разговорами с фанатами, и за это время она также исполняет By The Grace Of God, попурри The One That Got Away/Thinking of You. В финале звучит сингл Unconditionally.
В начале новой части шоу танцоры и бэк-вокалистки исполняют Megamix Dance Party, затем выходит Перри и начинает выступление с Walking On Air. Танцоры помогают ей надеть длинное платье с инь-ян рисунком и Кэти медленно поднимается над сценой, а шлейф платья обрамляет все вокруг, Перри исполняет It Takes Two. Дальше следует попурри This Is How We Do/Last Friday Night (T.G.I.F), и на часть шоу заканчивается.
Показывается интерлюдия, изображающая Кэти в палате психиатрической больницы под дабстеп-версию песни Peacock. Она исполняет Teenage Dream, California Gurls и Birthday. Примечательно, что время выступления с Birthday она приглашает фаната на сцену и поздравляет его с Днём Рождения.
В финале исполняется сингл Firework. В конце выступления вновь формируется пирамида, в которой Кэти появилась в начале концерта, и на этом шоу заканчивается.

## Сет-лист выступления
1. «Roar»
2. «Part of Me»
3. «Wide Awake»
4. «This Moment» / «Love Me»
5. «Dark Horse»
6. «E.T.»
7. «Legendary Lovers»
8. «I Kissed a Girl»
9. «Hot n Cold»
10. «International Vogue Smile»
11. «By the Grace of God»
12. «The One That Got Away» / «Thinking of You»
13. «Unconditionally»
14. «Megamix Dance Party» (Video Interlude)
15. «Walking on Air»
16. «It Takes Two»
17. «This Is How We Do» / «Last Friday Night (T.G.I.F.)»
18. «Peacock» (Remix) [Video Interlude]
19. «Teenage Dream»
20. «California Gurls»
21. «Birthday»
22. «Firework»

## Интересные факты

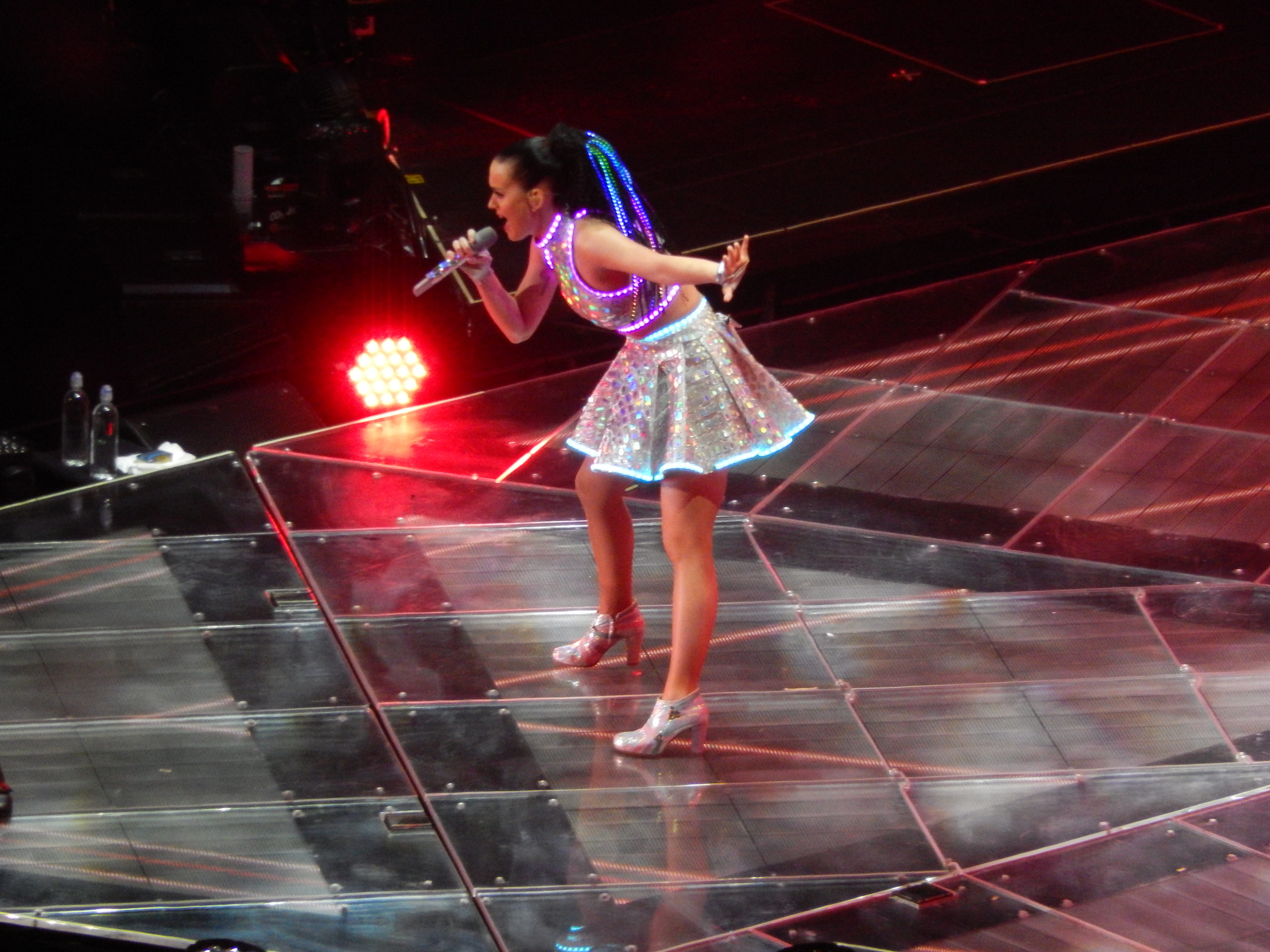
Концерт в Нью-Йорке, 9 июля 2014 года

- Концерт в Нью-Йорке, 9 июля 2014 годаВо время исполнения песни «Birthday», на сцену приглашается именник, чей день рождения сегодня/вчера/завтра.
- Во время 4 акта «Acoustic», Кэти угощает фанатов пиццей.
- Администрация арены Air Canada, вручила Кэти Перри награду, говорящей о всех полностью раскупленных билетов на концерт в Торонто.
- С продажи каждого билета на шоу Кэти в рамках мирового турне «The Prismatic World Tour» перечисляется по доллару в благотворительный фонд «UNICEF». Так, канадские и американские концерты принесли фонду в сумме уже более 250 тысяч долларов, по состоянию на первое августа 2014 года.
- На одном из концертов, Перри, исполняя песню «By the Grace of God», произнося строки «looked in the mirror, and decided to stay» (Взглянула на себя в зеркало и решила жить дальше), расплакалась, когда фанаты начали кричать «Katy, we love you» (Кэти, мы тебя любим)
- Во время исполнения «Unconditionally», в зале порхают бабочки
- По состоянию на первое августа, шоу посетили более 250 тысяч человек.
- Для азиатской части турне были придуманы новые костюмы, а также была изменена сцена, теперь там больше нет «Reflection Section».
- Шоу стало одним из самых успешных в 2014 году и за всё время.

## Даты концертов
| Дата             | Город          | Страна         | Арена                      | Посещаемость    | Доход      |
| Европа           | Европа         | Европа         | Европа                     | Европа          | Европа     |
| ---------------- | -------------- | -------------- | -------------------------- | --------------- | ---------- |
| 19 июня 2016     | Белфаст        | Великобритания | Odyssey Arena              | 18,553 / 18,553 | $1,658,690 |
| 20 июня 2016     | Белфаст        | Великобритания | Odyssey Arena              | 18,553 / 18,553 | $1,658,690 |
| 10 мая 2014      | Ньюкасл        | Флаг Англии    | Metro Radio Arena          | —               | —          |
| 11 мая 2014      | Ноттингем      | Флаг Англии    | Capital FM Arena           | —               | —          |
| 13 мая 2014      | Бирмингем      | Флаг Англии    | LG Arena                   | —               | —          |
| 14 мая 2014      | Бирмингем      | Флаг Англии    | LG Arena                   | —               | —          |
| 17 мая 2014      | Глазго         | Шотландия      | SSE Hydro Arena            | —               | —          |
| 18 мая 2014      | Глазго         | Шотландия      | SSE Hydro Arena            | —               | —          |
| 20 мая 2014      | Манчестер      | Флаг Англии    | Phones 4U Arena            | 21,343 / 24,951 | $1,796,590 |
| 21 мая 2014      | Ливерпуль      | Флаг Англии    | Echo Arena Liverpool       | —               | —          |
| 23 мая 2014      | Шеффилд        | Флаг Англии    | Motorpoint Arena           | —               | —          |
| 24 мая 2014      | Манчестер      | Флаг Англии    | Phones 4U Arena            | —               | —          |
| 27 мая 2014      | Лондон         | Флаг Англии    | The O2 Arena               | 53,871 / 63,574 | $5,023,470 |
| 28 мая 2014      | Лондон         | Флаг Англии    | The O2 Arena               | 53,871 / 63,574 | $5,023,470 |
| 30 мая 2014      | Лондон         | Флаг Англии    | The O2 Arena               | 53,871 / 63,574 | $5,023,470 |
| 31 мая 2014      | Лондон         | Флаг Англии    | The O2 Arena               | 53,871 / 63,574 | $5,023,470 |
| Северная Америка |                |                |                            |                 |            |
| 22 июня 2014     | Роли           | США            | PNC Arena                  | 13,704 / 13,704 | $1,461,008 |
| 24 июня 2014     | Вашингтон      | США            | Verizon Center             | 26,508 / 26,508 | $3,293,503 |
| 25 июня 2014     | Вашингтон      | США            | Verizon Center             | 26,508 / 26,508 | $3,293,503 |
| 27 июня 2014     | Нашвилл        | США            | Bridgestone Arena          | 13,487 / 13,487 | $1,567,175 |
| 28 июня 2014     | Атланта        | США            | Philips Arena              | 12,843 / 12,843 | $1,525,349 |
| 30 июня 2014     | Тампа          | США            | Tampa Forum                | 13,680 / 13,680 | $1,503,644 |
| 2 июля 2014      | Санрайз        | США            | BB&T Center                | 12,888 / 12,888 | $1,382,655 |
| 3 июля 2014      | Майами         | США            | American Airlines Arena    | 13,543 / 13,543 | $1,432,275 |
| 7 июля 2014      | Анкасвилл      | США            | Mohegan Sun Arena          | 6,286 / 6,541   | $941,786   |
| 9 июля 2014      | Нью-Йорк       | США            | Madison Square Garden      | 13,846 / 13,846 | $2,047,284 |
| 11 июля 2014     | Ньюарк         | США            | Prudential Center          | 25,584 / 25,584 | $3,363,432 |
| 12 июля 2014     | Ньюарк         | США            | Prudential Center          | 25,584 / 25,584 | $3,363,432 |
| 15 июля 2014     | Монреаль       | Канада         | Bell Centre                | 14,284 / 14,284 | $1,332,540 |
| 16 июля 2014     | Оттава         | Канада         | Canadian Tire Centre       | 13,260 / 13,260 | $1,053,260 |
| 18 июля 2014     | Торонто        | Канада         | Air Canada Centre          | 44,556 / 44,556 | $4,403,610 |
| 19 июля 2014     | Торонто        | Канада         | Air Canada Centre          | 44,556 / 44,556 | $4,403,610 |
| 21 июля 2014     | Торонто        | Канада         | Air Canada Centre          | 44,556 / 44,556 | $4,403,610 |
| 22 июля 2014     | Питтсбург      | США            | Consol Energy Center       | 13,909 / 13,909 | $1,440,835 |
| 24 июля 2014     | Бруклин        | США            | Barclays Center            | 27,823 / 27,823 | $3,280,455 |
| 25 июля 2014     | Бруклин        | США            | Barclays Center            | 27,823 / 27,823 | $3,280,455 |
| 1 августа 2014   | Бостон         | США            | TD Garden                  | 26,227 / 26,227 | $3,178,415 |
| 2 августа 2014   | Бостон         | США            | TD Garden                  | 26,227 / 26,227 | $3,178,415 |
| 4 августа 2014   | Филадельфия    | США            | Wells Fargo Center         | 28,213 / 28,213 | $2,952,334 |
| 5 августа 2014   | Филадельфия    | США            | Wells Fargo Center         | 28,213 / 28,213 | $2,952,334 |
| 7 августа 2014   | Чикаго         | США            | United Center              | 27,851 / 27,851 | $3,369,142 |
| 8 августа 2014   | Чикаго         | США            | United Center              | 27,851 / 27,851 | $3,369,142 |
| 10 августа 2014  | Гранд-Рапидс   | США            | Van Andel Arena            | 10,286 / 10,286 | $787,474   |
| 11 августа 2014  | Оберн-Хиллс    | США            | The Palace of Auburn Hills | 13,888 / 13,888 | $1,363,889 |
| 13 августа 2014  | Колумбус       | США            | Nationwide Arena           | 14,138 / 14,138 | $1,391,453 |
| 14 августа 2014  | Кливленд       | США            | Quicken Loans Arena        | 15,376 / 15,376 | $1,336,244 |
| 16 августа 2014  | Луисвилл       | США            | KFC Yum! Center            | 16,306 / 16,306 | $1,607,190 |
| 17 августа 2014  | Сент-Луис      | США            | Scottrade Center           | 14,395 / 14,395 | $1,463,826 |
| 19 августа 2014  | Канзас-Сити    | США            | Sprint Center              | 13,132 / 13,132 | $1,219,456 |
| 20 августа 2014  | Линкольн       | США            | Pinnacle Arena             | 13,693 / 13,693 | $1,217,100 |
| 22 августа 2014  | Миннеаполис    | США            | Target Center              | 13,718 / 13,718 | $1,357,694 |
| 23 августа 2014  | Фарго          | США            | Fargodome                  | 21,843 / 21,843 | $1,660,459 |
| 26 августа 2014  | Виннипег       | Канада         | MTS Centre                 | 11,858 / 11,858 | $956,695   |
| 28 августа 2014  | Саскатун       | Канада         | Credit Union Centre        | 12,379 / 12,379 | $940,310   |
| 29 августа 2014  | Калгари        | Канада         | Scotiabank Saddledome      | 12,295 / 12,295 | $1,239,040 |
| 31 августа 2014  | Эдмонтон       | Канада         | Rexall Place               | 25,112 / 25,112 | $2,161,810 |
| 1 сентября 2014  | Эдмонтон       | Канада         | Rexall Place               | 25,112 / 25,112 | $2,161,810 |
| 9 сентября 2014  | Ванкувер       | Канада         | Pepsi Live at Rogers Arena | 27,462 / 27,462 | $2,680,950 |
| 10 сентября 2014 | Ванкувер       | Канада         | Pepsi Live at Rogers Arena | 27,462 / 27,462 | $2,680,950 |
| 12 сентября 2014 | Портленд       | США            | Moda Center                | 13,675 / 13,675 | $1,137,015 |
| 13 сентября 2014 | Такома         | США            | Tacoma Dome                | 19,902 / 19,902 | $1,764,933 |
| 16 сентября 2014 | Анахайм        | США            | Honda Center               | 23,374 / 23,374 | $2,619,670 |
| 17 сентября 2014 | Анахайм        | США            | Honda Center               | 23,374 / 23,374 | $2,619,670 |
| 19 сентября 2014 | Лос-Анджелес   | США            | Staples Center             | 28,791 / 28,791 | $3,606,823 |
| 20 сентября 2014 | Лос-Анджелес   | США            | Staples Center             | 28,791 / 28,791 | $3,606,823 |
| 22 сентября 2014 | Сан-Хосе       | США            | SAP Center                 | 25,173 / 25,173 | $2,963,031 |
| 23 сентября 2014 | Сан-Хосе       | США            | SAP Center                 | 25,173 / 25,173 | $2,963,031 |
| 25 сентября 2014 | Глендейл       | США            | Jobing.com Arena           | 13,145 / 13,145 | $1,423,994 |
| 26 сентября 2014 | Лас-Вегас      | США            | MGM Grand Garden Arena     | 12,886 / 12,886 | $1,742,965 |
| 29 сентября 2014 | Солт-Лейк-Сити | США            | EnergySolutions Arena      | 13,860 / 13,860 | $1,218,622 |
| 30 сентября 2014 | Денвер         | США            | Pepsi Center               | 12,784 / 12,784 | $1,283,904 |
| 2 октября 2014   | Даллас         | США            | American Airlines Center   | 27,453 / 27,453 | $3,520,503 |
| 3 октября 2014   | Даллас         | США            | American Airlines Center   | 27,453 / 27,453 | $3,520,503 |
| 5 октября 2014   | Мемфис         | США            | FedExForum                 | 13,136 / 13,136 | $1,177,517 |
| 6 октября 2014   | Талса          | США            | BOK Center                 | 12,388 / 12,388 | $1,285,851 |
| 8 октября 2014   | Новый Орлеан   | США            | New Orleans Arena          | 13,718 / 13,718 | $1,274,571 |
| 10 октября 2014  | Хьюстон        | США            | Toyota Center              | 24,268 / 24,268 | $2,692,788 |
| 11 октября 2014  | Хьюстон        | США            | Toyota Center              | 24,268 / 24,268 | $2,692,788 |
| 14 октября 2014  | Монтеррей      | Мексика        | Monterrey Arena            | —               | —          |
| 15 октября 2014  | Монтеррей      | Мексика        | Monterrey Arena            | —               | —          |
| 17 октября 2014  | Мехико         | Мексика        | Palacio de los Deportes    | 39,212 / 40,368 | $3,726,052 |
| 18 октября 2014  | Мехико         | Мексика        | Palacio de los Deportes    | 39,212 / 40,368 | $3,726,052 |
| ВСЕГО            | ВСЕГО          | ВСЕГО          | ВСЕГО                      | 100/100%        | $204 млн.  |

## Разогрев
- Icona Pop (первая часть)[6]
- Capital Cities (вторая часть; некоторые концерты)
- Кейси Масгрейвс (вторая часть; некоторые концерты)
- Tegan and Sara (вторая часть; некоторые концерты)[7]